# Malmstrom Air Force Base
Malmstrom Air Force Base est une base de l'United States Air Force située dans le Montana.
Elle abrite le 341st Missile Wing du Global Strike Command. En 2014, 190 officiers chargés des 150 Minuteman III sont stationnés sur cette base.

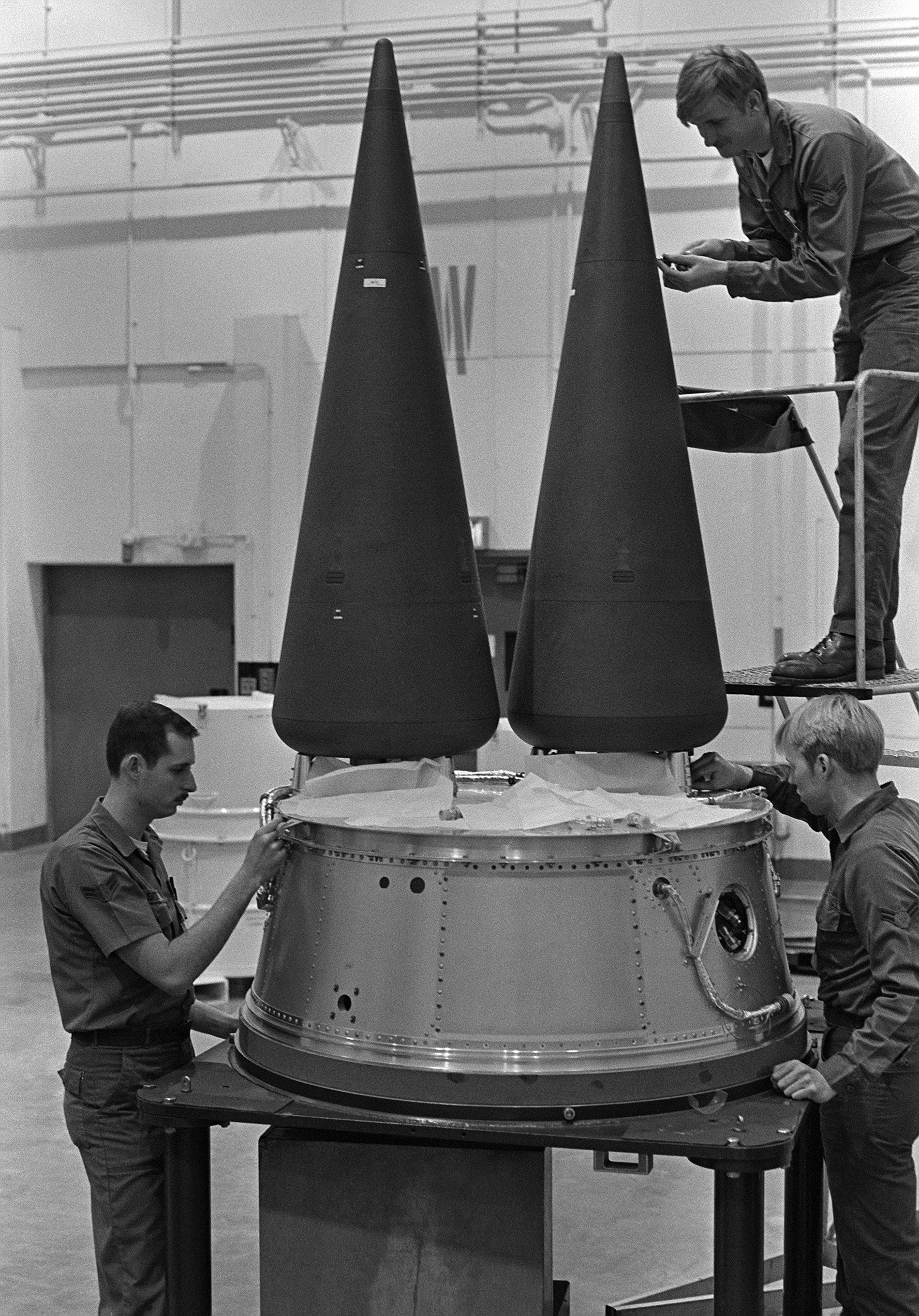
Des techniciens du 341st Missile Wing travaillent sur les têtes nucléaires d'un missile LGM-30G Minuteman III

## Incidents
Le 27 septembre 2010, le National Press Club a organisé une conférence de presse pendant laquelle des officiers retraités de l'USAF ont déclaré que, pendant les années 60, des OVNI avaient survolé des silos de lancement et désactivé des Minuteman. Cette conférence fut retransmise par CNN.